# Twee vorstinnen en een vorst (film)
Twee vorstinnen en een vorst is een Nederlandse speelfilm uit 1981 van Otto Jongerius. Hij is gebaseerd op twee boeken van R.J. Peskens (auteursnaam van Geert van Oorschot): Twee vorstinnen en een vorst en  Mijn tante Coleta. De film heeft als internationale titel Two Queens and One Consort.
De film werd opgenomen in Middelburg en Vlissingen.

## Rolverdeling
| Acteur             | Personage    |
| ------------------ | ------------ |
| Kitty Courbois     | Moeder       |
| Jan Decleir        | Vader        |
| Linda van Dyck     | Coleta       |
| Eric Clerckx       | Levien       |
| Rijk de Gooyer     | Laernoes     |
| Max Croiset        | Oude Peskens |
| Mimi Kok           | Oude Mien    |
| Elisabeth Versluys | Oude Ka      |